# Lophotriorchis kienerii
L'aquila dal ciuffo ventrerosso (Lophotriorchis kienerii (de Sparre, 1835)) è un uccello rapace appartenente alla famiglia Accipitridae, diffuso in Asia. Rappresenta l'unico membro del genere Lophotriorchis Sharpe, 1854.

## Descrizione
Lunghezza: 54–60 cm.

## Distribuzione e habitat
Vive nell'Asia centro-meridionale e sud-orientale, dalla Cina e dall'India fino all'Indonesia e alle Filippine.

## Tassonomia
Sono state riconosciute due sottospecie:
- L. k. formosus (Stresemann, 1924) - dalla Birmania fino alle Isole della Sonda, alle Filippine e a Sulawesi
- L. k. kienerii (de Sparre, 1835) - Himalaya meridionale, India occidentale e Sri Lanka